# Martine Carrillon-Couvreur
« Carrillon » redirige ici. Pour l’article homophone, voir Carillon.
Pour les articles homonymes, voir Carillon (homonymie) et Couvreur (patronyme).
Martine Carrillon-Couvreur est une femme politique française, née le 21 mars 1948 à Lyon (Rhône). Elle est députée de la Nièvre de 2002 à 2017.

## Biographie
Directrice d'un institut médico-éducatif, elle devient en 2001 adjointe au maire de Nevers avant d'être élue le 16 juin 2002 députée de la première circonscription de la Nièvre. Elle est réélue députée le 17 juin 2007 et 17 juin 2012, et renouvelée dans ses fonctions d'adjointe au maire en mars 2008 jusqu'au 30 mars 2014.
Martine Carrillon-Couvreur appartient depuis 2002 au groupe socialiste à l'Assemblée nationale. Elle est membre de la commission des affaires culturelles, familiales et sociales. De novembre 2012 à octobre 2015 elle est Présidente du Conseil national consultatif des personnes handicapées (CNCPH).
Elle parraine Emmanuel Macron pour l'élection présidentielle 2017. Conformément à son engagement pris en 2012, elle choisit de ne pas se représenter pour les élections législatives de 2017.

### Mandats
- du 19 juin 2002 au 18 juin 2017 : députée de la première circonscription de la Nièvre

- du 19 mars 2001 au 30 mars 2014 : adjointe au maire de Nevers (Nièvre)
- du 6 novembre 2012 au 25 octobre 2015 : Présidente du Conseil national consultatif des personnes handicapées (CNCPH)